# Ian Clark Hutchison
Ian Clark Hutchison DL (* 4. Januar 1903 in Leith (heute zu Edinburgh); † 2. Februar 2002) war ein schottischer Politiker.

## Leben
Hutchison wurde 1903 als Sohn von George Aitken Clark Hutchison geboren, der später den Wahlkreis Midlothian and Peebles Northern im britischen Unterhaus vertreten sollte. Auch sein jüngerer Bruder Michael Clark Hutchison war in der Politik aktiv und hielt 18 Jahre lang das Unterhausmandat des Wahlkreises Edinburgh South. Hutchison besuchte die Edinburgh Academy sowie das Royal Military College von Osborne House auf der Isle of Wight und das Royal Naval College in Dartmouth. 1916 schloss er sich der Royal Navy an und diente dort bis 1931. Mit Ausbruch des Zweiten Weltkriegs wurde er reaktiviert und verblieb bis 1943 im Range eines Lieutenant Commanders. Hutchison war Mitglied der Royal Company of Archers, der königlichen Leibwache in Schottland. 1958 wurde er zum Deputy Lieutenant von Edinburgh ernannt. Er verstarb im Alter von 99 Jahren im Jahre 2002.

## Politischer Werdegang
Nach Beendigung seiner militärischen Verpflichtungen 1935, schlug Hutchison eine politische Laufbahn ein und wurde in den Stadtrat von Edinburgh gewählt. Bei den Unterhauswahlen 1935 trat er erstmals zu Wahlen auf nationaler Ebene an, als er sich für die Unionist Party um das Unterhausmandat des Wahlkreises Glasgow Maryhill bewarb. Hutchison musste sich jedoch dem Labour-Kandidaten John James Davidson geschlagen geben und verpasste den Einzug in das House of Commons.
Als sein Parteikollege Thomas Cooper 1941 das Mandat des Wahlkreises Edinburgh West zurückgab, trat Hutchison zu den fälligen Nachwahlen an. Ohne Gegenkandidat erhielt er das Mandat und zog erstmals in das britische Unterhaus ein. Trotz der landesweit hohen Verluste der Conservative Party, beziehungsweise der Unionist Party in Schottland, hielt Hutchison bei den Wahlen 1945 sein Mandat knapp gegen die Herausforderer der Labour und Liberal Party. Bei den folgenden Unterhauswahlen in den Jahren 1950, 1951 und 1955 hielt er sein Mandat. Zu den Unterhauswahlen 1959 trat Hutchison nicht mehr an. Sein Parteikollege Anthony Stodart hielt das Mandat für die Unionist Party.